# Xenia (Ohio)
Xenia és una població dels Estats Units a l'estat d'Ohio. Segons el cens del 2000 tenia 24.164 habitants.

## Fills il·lustres
- Vic Dickenson (1906-1984) músic de jazz especialista del trombó.

## Demografia
Segons el cens del 2000, Xenia tenia 24.164 habitants, 9.378 habitatges, i 6.527 famílies. La densitat de població era de 767,9 habitants/km².
Dels 9.378 habitatges en un 34,2% hi vivien nens de menys de 18 anys, en un 50,2% hi vivien parelles casades, en un 15,5% dones solteres, i en un 30,4% no eren unitats familiars. En el 26,2% dels habitatges hi vivien persones soles l'11,1% de les quals corresponia a persones de 65 anys o més que vivien soles. El nombre mitjà de persones vivint en cada habitatge era de 2,51 i el nombre mitjà de persones que vivien en cada família era de 3,02.
Per edats la població es repartia de la següent manera: un 27,1% tenia menys de 18 anys, un 9,6% entre 18 i 24, un 28,5% entre 25 i 44, un 21,3% de 45 a 60 i un 13,5% 65 anys o més.
L'edat mediana era de 34 anys. Per cada 100 dones de 18 o més anys hi havia 84,4 homes.
La renda mediana per habitatge era de 36.457 $ i la renda mediana per família de 43.046 $. Els homes tenien una renda mediana de 34.497 $ mentre que les dones 24.094 $. La renda per capita de la població era de 16.481 $. Aproximadament el 8,9% de les famílies i l'11,6% de la població estaven per davall del llindar de pobresa.

## Poblacions més properes
El següent diagrama mostra les poblacions més properes.